# Glyptopetalum gracilipes
Glyptopetalum gracilipes är en benvedsväxtart som beskrevs av Pierre. Glyptopetalum gracilipes ingår i släktet Glyptopetalum och familjen Celastraceae. Inga underarter finns listade.